# Anja Rubik
Anja Rubik (polonais : Anna Helena Rubik, née le 12 juin 1983 à Rzeszów, Pologne) est un mannequin polonais.

## Biographie

### Enfance
Anja et sa famille quittent la Pologne en 1988. Ses parents vétérinaires fuient le régime communiste du pays et s'installent en Grèce. Jusqu'en 1992, ils vivent tour à tour en France, au Canada, et en Afrique du Sud. 
Elle intègre le mannequinat tout en suivant des cours dans un lycée britannique à Paris. Elle termine ses études avant de devenir officiellement mannequin, et travaille donc seulement pendant les vacances scolaires.

### Carrière
Anja est découverte à un concours de beauté par un agent français et commence sa carrière de top model avec l'agence NEXT Model Management, peu après avoir été diplômée de la British High School de Paris.
En 1999, elle commence à défiler. Mais sa carrière débute réellement en 2005 à la suite de sa rencontre avec le photographe Mario Testino.
Elle apparaît alors dans différents magazines, comme Vogue Allemagne, Vogue Paris, Numéro, Flair, Russh, V magazine photographiée par Hedi Slimane, Nylon et Elle.
Elle pose au cours de sa carrière pour de nombreuses marques comme Givenchy, Chloé, Hermès, Dior, Gucci, Fendi, Missoni, Versace, Dolce&Gabbana, Oscar de la Renta, Prada, Balenciaga, Calvin Klein, Louis Vuitton Ralph Lauren, Isabel Marant, Anthony Vaccarello, et surtout pour Elie Saab dont elle est l'égérie pour Le parfum.
Elle participe également aux défilés haute couture de Valentino, Chanel et Elie Saab.
Elle défile pour Victoria's Secret en 2009, 2010 et 2011.
Elle fait partie de la liste « Les 30 mannequins des années 2000 » selon le magazine Vogue Paris.
Bien qu'elle ait déjà posé pour la marque de chaussures Jimmy Choo, en 2011, puis 2012, elle apparait dans plusieurs campagnes publicitaires du chausseur Giuseppe Zanotti,. La même année, elle édite son propre magazine, intitulé « 25 », catalogue de mode et d'érotisme, avec la participation de photographes célèbres comme Annie Leibovitz ou Katja Rawles.
En février 2013, Anja Rubik imagine une collection capsule d'accessoires et de chaussures en collaboration avec le chausseur italien Giuseppe Zanotti. En avril 2014, elle apparaît dans le magazine Lui pour une série de photographies de nus de Mario Sorrenti.
En 2014, ses revenus sont estimés à environ 3.5 millions de dollars entre juin 2013 et juin 2014 selon le magazine Forbes.
En 2016, elle apparaît nue dans le clip Lost me de Mary Komasa.

## Vie privée
Elle est amie avec Maryna Linchuk, Vlada Roslyakova et Sasha Pivovarova.
En juillet 2011, Anja se marie avec le mannequin serbe Sasha Knezevic (Saša Knežević) à Majorque. Le couple divorce en 2016.